# Elzéar Abeille de Perrin
Pour les articles homonymes, voir Perrin.
Elzéar Abeille de Perrin, né Elzéar Emmanuel Arène Abeille de Perrin le 3 janvier 1843 à Marseille (Bouches-du-Rhône) et mort le 9 octobre 1910 dans cette même ville, est un avocat et entomologiste français.

## Biographie
Elzéar Abeille de Perrin est le fils de Paul-Emmanuel Abeille de Perrin (1797-1868), riche négociant marseillais, passionné d'horticulture et de botanique, et de son épouse, Sidonie Gabrielle Bérard du Pithon (1805-1853), et le neveu et filleul de François-Auguste, comte Abeille (1799-1886), consul général de Monaco à Marseille.
Après des études de droit, il exerce au barreau de Marseille. En 1864, il adhère à la Société entomologique de France et consacre tout son temps libre à l’étude des insectes. Il est l’un des 43 membres fondateurs de la Société linnéenne de Provence en 1909. Il est président cette année-là.
Il s'est particulièrement intéressé aux espèces cavernicoles des Pyrénées.

## Publications
Parmi ses nombreuses publications :
- Monographie des malachites (1869),
- Études sur les coléoptères cavernicoles, suivies de la description de 27 coléoptères nouveaux français (1872),
- Notes sur les leptodirites (1878),
- Synopsis critique et synonymique des chrysides de France (1878).

## Hommages
Plusieurs espèces d'insectes lui sont dédiées, dont :
- Attalus elzeari Uhagón, 1901
- Bagrada abeillei Puton, 1881
- Bembidion abeillei Bedel, 1879
- Cymindis abeillei Jeannel, 1942
- Esarcus abeillei (Ancey, 1870)
- Malacotes abeillei Ribaut, 1932
- Microlestes abeillei (Brisout de Barneville, 1885), espèce de coléoptère découverte à Collioure (Pyrénées-Orientales)[1].
- Opilo abeillei Korge, 1960
- Phytocoris abeillei Puton, 1884
- Ripidius abeillei Chobaut, 1891
- Trechus abeillei Pandellé, 1872